# Wano Muradeli
Wano Muradeli (gruz. ვანო მურადელი – Owannes Muradian, ros. Вано Ильич Мурадели, ur. 11 marca?/24 marca 1908 w Gori, zm. 14 sierpnia 1970 w Tomsku) – kompozytor radziecki pochodzenia gruzińskiego.

## Życiorys
Pochodził z ormiańskiej rodziny, zamieszkałej w Gruzji. W młodości był przekonanym stalinistą, zmienił ormiańską końcówkę nazwiska „ian” (Muradian) na „eli” (Muradeli), by upodobnić je do nazwisk gruzińskich, np. Dżugaszwili.
Po ukończeniu w roku 1931 Konserwatorium w Tbilisi w klasie kompozycji kontynuował studia w Konserwatorium Moskiewskim u Nikołaja Miaskowskiego i Borysa Szechtera, które ukończył w roku 1938.
W latach 1939–1948 był przewodniczącym komitetu organizacyjnego Związku Kompozytorów ZSRR. W okresie wojny 1942–1944 był kierownikiem artystycznym Centralnego Zespołu Floty Wojennej ZSRR.
Po ukończeniu studiów skomponował wiele utworów o charakterze propagandowym, jak symfonia pamięci Kirowa (1938), poemat-kantata Wodzowi (1939), uwertura uroczysta na cześć 50 urodzin Mołotowa (1940), pieśń-toast ku czci Stalina (1941), pieśń Nas wiodła wola Stalina (1945) i in. Za Drugą Symfonię (1944, przerobiona 1945) otrzymał Nagrodę Stalinowską II stopnia. W roku 1942 został członkiem WKP(b).
Mimo gorliwego okazywania lojalności Muradeli stał się wraz z Siergiejem Prokofjewem, Dmitrijem Szostakowiczem i innymi kompozytorami przedmiotem uchwały KC WKP(b) z dnia 10 lutego 1948 o operze Wielka Przyjaźń i został zaliczony do twórców-formalistów.
Usiłując powrócić do łask, skomponował Hymn Międzynarodowego Związku Studentów” (1949), pieśń „Moskwa-Pekin (1950), za co otrzymał 1951 powtórnie Nagrodę Stalinowską II stopnia.
Po śmierci Stalina (1953) i ukazaniu się uchwały KC KPZR z dnia 25 maja 1958 „O naprawie błędów w ocenie opery Wielka Przyjaźń został uwolniony od zarzutów i nagrodzony tytułem Ludowego Artysty ZSRR.
Zmarł w Tomsku, pochowany został w Moskwie na Cmentarzu Nowodziewiczym

## Wybrana muzyka filmowa

### Filmy animowane
- 1948: Słoń i mrówka[2]